# Alex Kuznetsov
Alex Kuznetsov (* 5. Februar 1987 in Kiew, Ukrainische SSR, Sowjetunion) ist ein ehemaliger US-amerikanischer Tennisspieler.

## Karriere
Kuznetsov gewann in seiner Karriere elf Turniere auf der ATP Challenger Tour, fünf im Einzel und sechs im Doppel. Sein Debüt auf der ATP World Tour gab er dank einer Wildcard 2005 beim Masters in Indian Wells. Dort unterlag er in der Auftaktrunde Rainer Schüttler mit 4:6, 3:6. Bei Grand-Slam-Turnieren konnte er im Einzel bei sieben Hauptfeldteilnahmen nur in Melbourne bei den Australian Open 2007 die zweite Runde erreichen. Im Doppel erzielte er sein bestes Resultat ebenfalls 2007 bei den US Open, als er wiederum mit einer Wildcard ausgestattet an der Seite von Jesse Levine bis ins Achtelfinale vorstieß.

## Erfolge
| Legende (Anzahl der Siege)  |
| Grand Slam                  |
| ATP World Tour Finals       |
| ATP World Tour Masters 1000 |
| ATP World Tour 500          |
| ATP World Tour 250          |
| ATP Challenger Tour (11)    |

### Einzel

#### Turniersiege
| Nr. | Datum             | Turnier    | Belag         | Finalgegner   | Ergebnis      |
| --- | ----------------- | ---------- | ------------- | ------------- | ------------- |
| 1.  | 17. Juli 2006     | Aptos      | Hartplatz     | Gō Soeda      | 6:1, 7:64     |
| 2.  | 29. Juni 2009     | Winnetka   | Hartplatz     | Tim Smyczek   | 6:4, 7:61     |
| 3.  | 14. November 2011 | Champaign  | Hartplatz (i) | Rik De Voest  | 6:1, 6:3      |
| 4.  | 21. April 2013    | Sarasota   | Sand          | Wayne Odesnik | 6:0, 6:2      |
| 5.  | 21. Juli 2013     | Binghamton | Hartplatz     | Bradley Klahn | 6:4, 3:6, 6:3 |

### Doppel

#### Turniersiege
| Nr. | Datum              | Turnier   | Belag         | Partner          | Finalgegner                            | Ergebnis          |
| --- | ------------------ | --------- | ------------- | ---------------- | -------------------------------------- | ----------------- |
| 1.  | 1. Januar 2007     | Nouméa    | Hartplatz     | Phillip Simmonds | Thierry Ascione Édouard Roger-Vasselin | 7:65, 6:3         |
| 2.  | 28. Mai 2007       | Karlsruhe | Sand          | Mischa Zverev    | Michael Berrer Frederico Gil           | 6:4, 6:76, [10:4] |
| 3.  | 4. Juni 2007       | Surbiton  | Rasen         | Mischa Zverev    | James Auckland Stephen Huss            | 2:6, 6:3, [10:6]  |
| 4.  | 17. September 2007 | Lubbock   | Hartplatz     | Ryan Sweeting    | Rik De Voest Bobby Reynolds            | 6:3, 6:2          |
| 5.  | 11. November 2012  | Knoxville | Hartplatz (i) | Mischa Zverev    | Jean Andersen Izak van der Merwe       | 6:4, 6:2          |
| 6.  | 9. Februar 2013    | Dallas    | Hartplatz     | Mischa Zverev    | Tennys Sandgren Rhyne Williams         | 6:4, 6:74, [10:5] |